# Перська затока
Перська затока (перс. خليج فارس — Xalij-e Fârs, араб. الخليج الفارسي — al-Khalīj al-farsi) — затока між Іраном (застаріла назва — Персія) та Аравійським півостровом. Сполучена Ормузькою протокою з Оманською затокою, Аравійським морем та Індійським океаном.

## Прибережні країни Перської затоки
1. Іран
2. Оман
3. Об'єднані Арабські Емірати
4. Саудівська Аравія
5. Катар
6. Бахрейн
7. Кувейт
8. Ірак

## Геополітичне значення

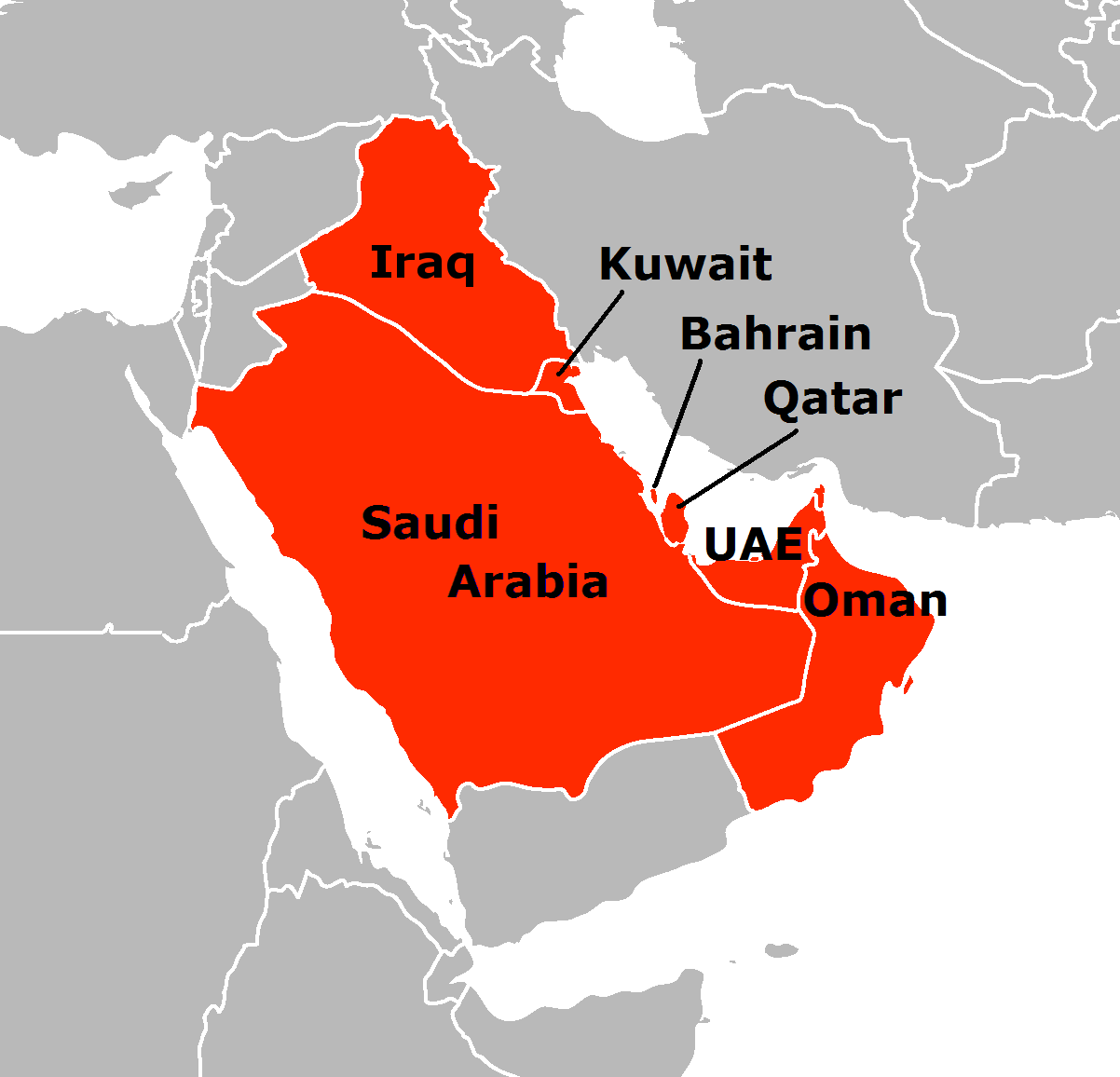
Арабські країни Перської затоки, позначено червоним

Регіон Перської затоки має важливе геополітичне значення завдячуючи багатим покладам нафти. Також були знайдені великі поклади природного газу, тому Катар та Іран ділять по медіані велетенську територію видобутку. Використовуючи цей газ, Катар досяг значного розвитку індустрії виробництва зрідженого природного газу та нафтохімічної галузі. Багаті на нафту країни (окрім Іраку), які мають берегову лінію вздовж Перської затоки, називають арабськими країнами Перської Затоки. Іракський вихід до Перської затоки є вузьким (58 км) і легко блокується болотистими субстанціями дельти річки Арванд (або Шатт-ель-Араб), яка утворюється при злитті річок Тигр та Євфрат. Іран не є арабською державою, тож його теж не мають на увазі, коли говорять про арабські країни Перської Затоки. Ці країни також утворюють так звану Раду співробітництва арабських країн Перської затоки (Іран та Ірак до неї не входять).

## Назва
На цей час всі арабські країни називають Перську затоку «Арабською затокою». Проте, ця назва майже не використовується неарабськими країнами і не визнана Організацією Об'єднаних націй.
З серпня 1990 по лютий 1991 року у Перській затоці відбувся збройний конфлікт між Іраком та коаліцією збройних сил на чолі з США та за згодою ООН з метою звільнення Кувейту від анексії Іраку. Цей конфлікт відомий як «війна в Перській затоці», «війна в затоці», «перша війна в районі Перської затоки» (розрізняючи поточну війну в Іраку), «друга війна в районі Перської затоки» (розрізняючи Ірано-Іракський конфлікт 1980—1988 рр.).

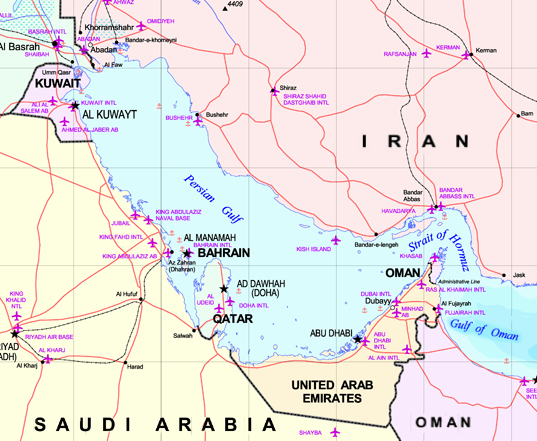
Мапа Перської затоки

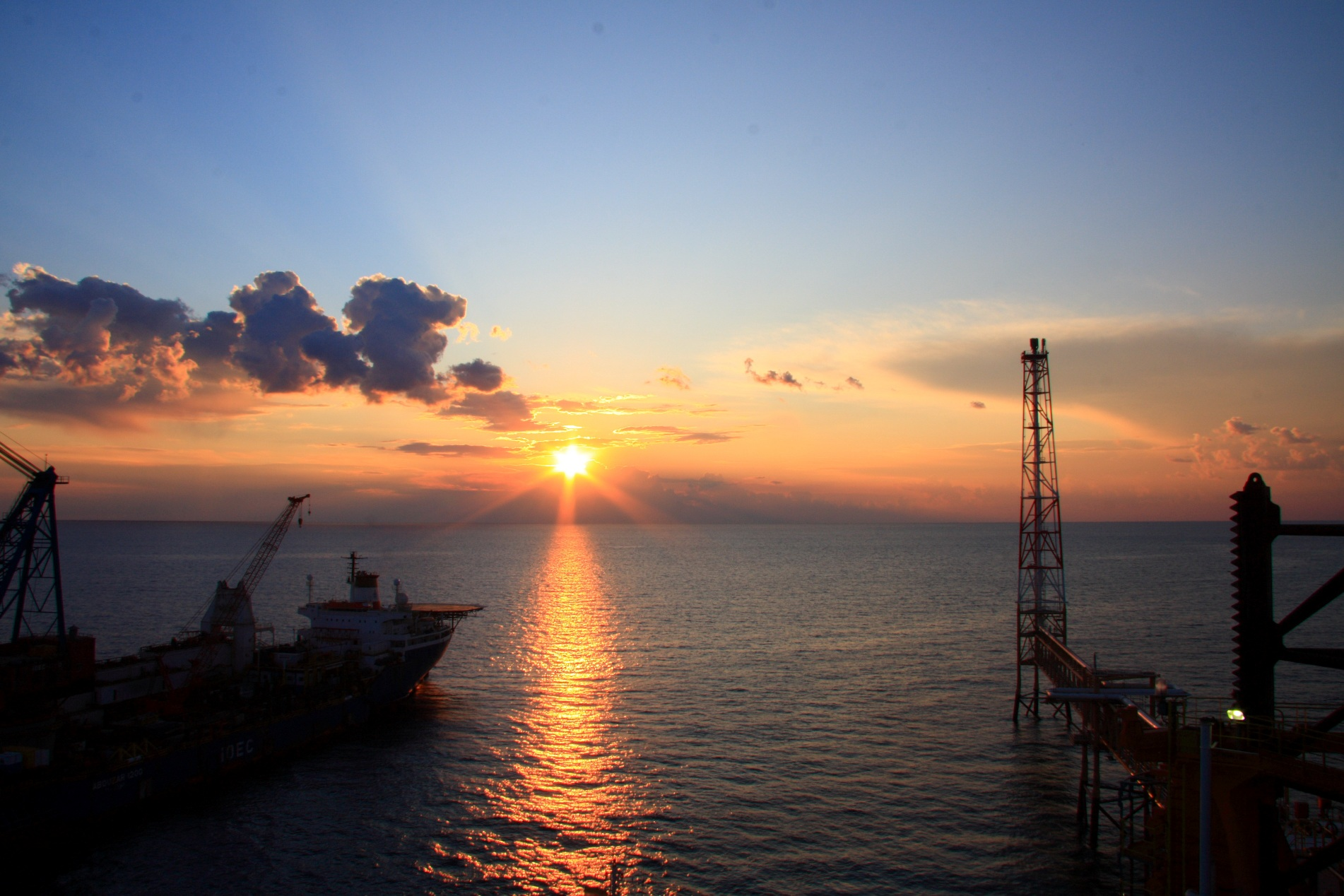
Захід сонця над затокою

## Географія
Перська затока — це мілководне внутрішнє море, що має площу 241 тис. км², довжину 989 км та головним чином розділяє Іран та Саудівську Аравію. Найвужче місце затоки (56 км) знаходиться в районі Ормузької протоки. Середня глибина затоки становить 50 м, найбільша — 102 м.
Острови: Бахрейнські острови, Бубіян, Кешм, Хенг, Ларек, Ормуз, Кіш, Файлака, Харк, Абу-Алі, Лаван, Хендерабі, Фарор, Сіррі, Абу-Муса, Сір-Абу-Нуайдр, Сір-Бані-Яс, Дальма та інші. Біля узбережжя емірату Дубай штучно створені архіпелагі Пальма Джебель Алі, Пальма Джумейра і Пальма Дейра.
Найбільші міста: Ель-Кувейт (Кувейт), Ед-Даммам, Ель-Хубар, Джубаїль (Саудівська Аравія), Манама (Бахрейн), Доха (Катар), Дубай, Абу-Дабі (Об'єднані Арабські Емірати), Бушир (Іран).
Міжнародна гідрографічна організація визначає південну межу Перської затоки як «північно-західну межу Оманської затоки». Ця межа визначається як «лінія, що з'єднує Ras Limah (25° 57'N) на узбережжі Аравійського півострова і Ras Kuh (25° 48'N) на узбережжі Ірану (Персії)». Таким чином Ормузька протока входить до складу Перської затоки.
Головними джерелами високоякісних натуральних перлів є мілини Перської затоки біля берегів Катару і Манарської затоки в Індійському океані.

## Гідрографія
Затока неглибока, глибина понад 90 метрів зустрічається рідко, переважно на вході в затоку і в окремих місцях на її південному сході. Затока помітно асиметрична за профілем, більш глибоководна частина простяглася вздовж іранського узбережжя, а широка мілководна смуга (з глибиною переважно менше ніж 35 метрів) простягнулася вздовж узбережжя Аравії.
В Перську затоку впадають річки Шатт-ель-Араб, Манд, Мехран та інші.

## Клімат
Уся акваторія затоки лежить в тропічному кліматичному поясі. Увесь рік над нею панують тропічні повітряні маси. Це жарка посушлива зона з великими добовими амплітудами температури повітря. Сезонний хід температури повітря чітко відстежується. Переважають пасатні вітри. У теплий сезон утворюються тропічні циклони.

## Біологія
Акваторія затоки утворює окремий морський екорегіон Перської затоки західної індо-тихоокеанської зоогеографічної провінції. У зоогеографічному відношенні донна фауна континентального шельфу й острівних мілин до глибини 200 м належить до індо-західнопацифічної області тропічної зони.

## Галерея

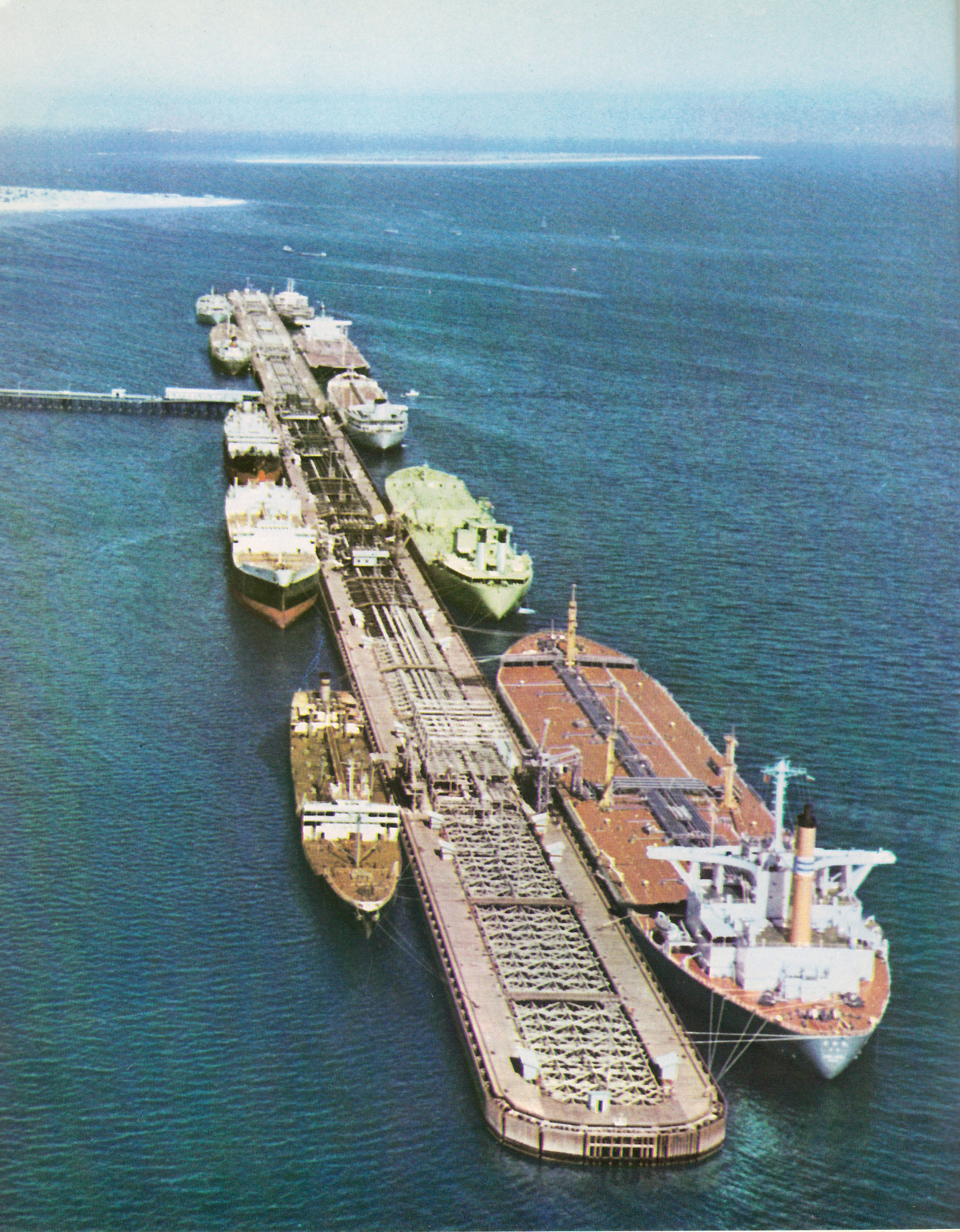
Нафтовий термінал на острові Харк
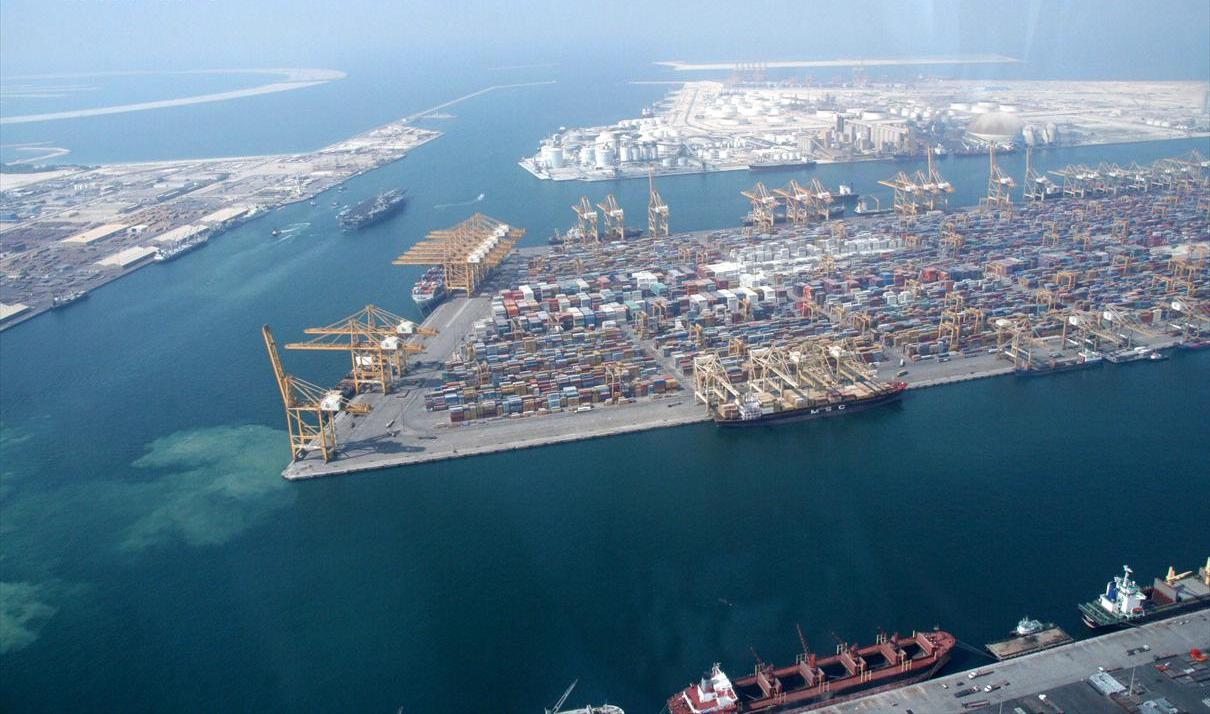
Порт у Джебель-Алі, Дубай
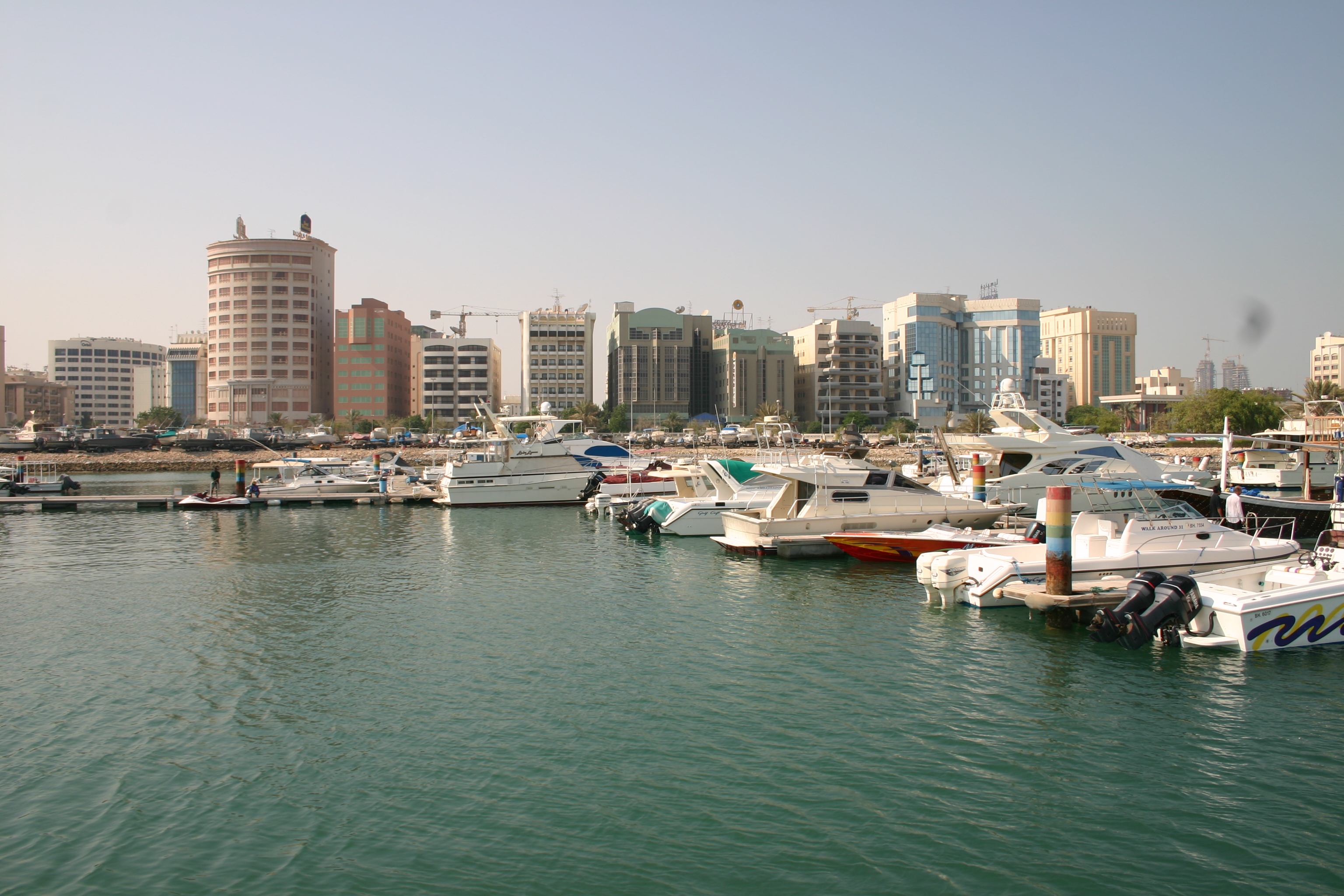
Причал у Манамі (Бахрейн)
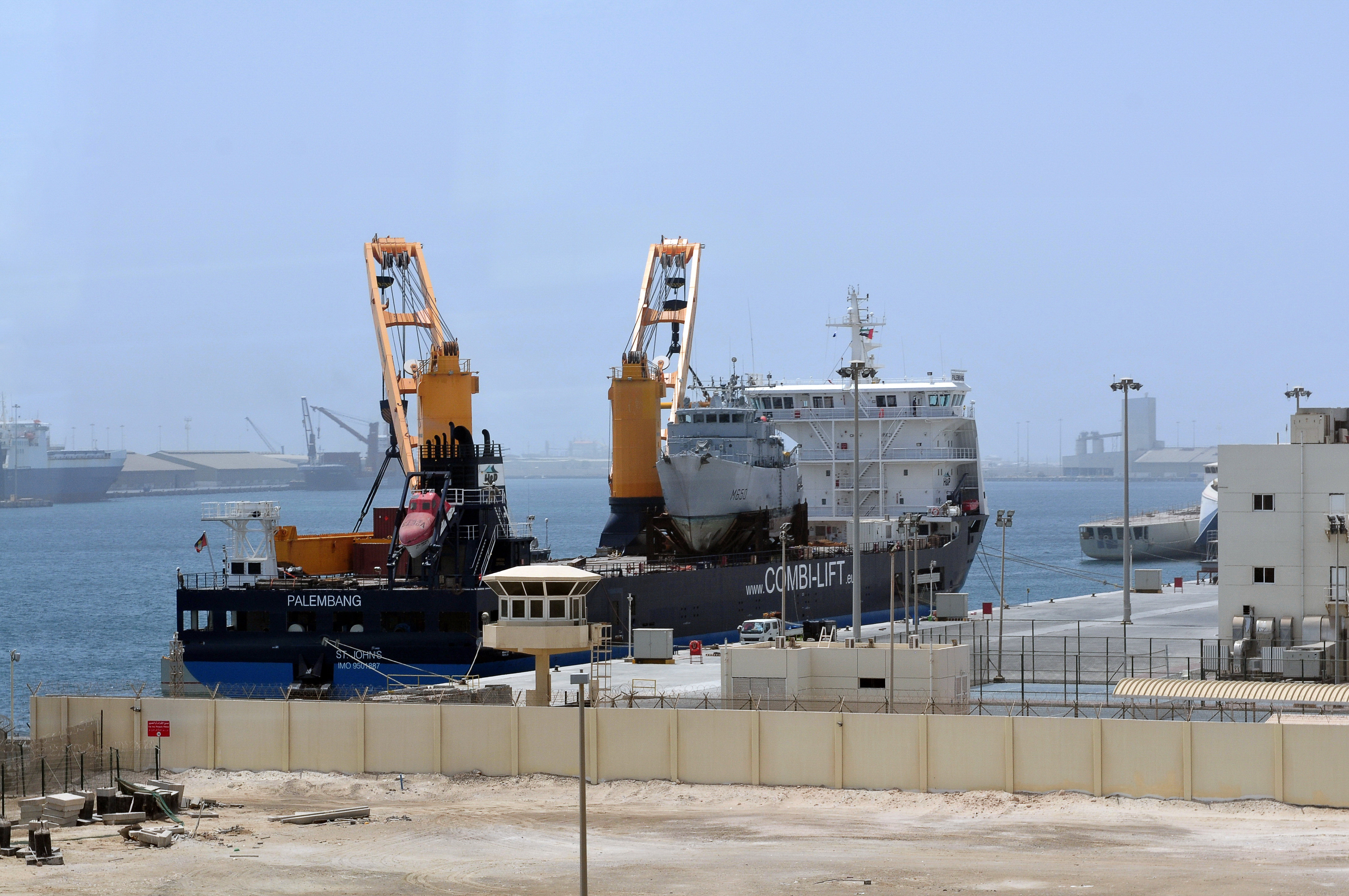
Порт Абу-Дабі
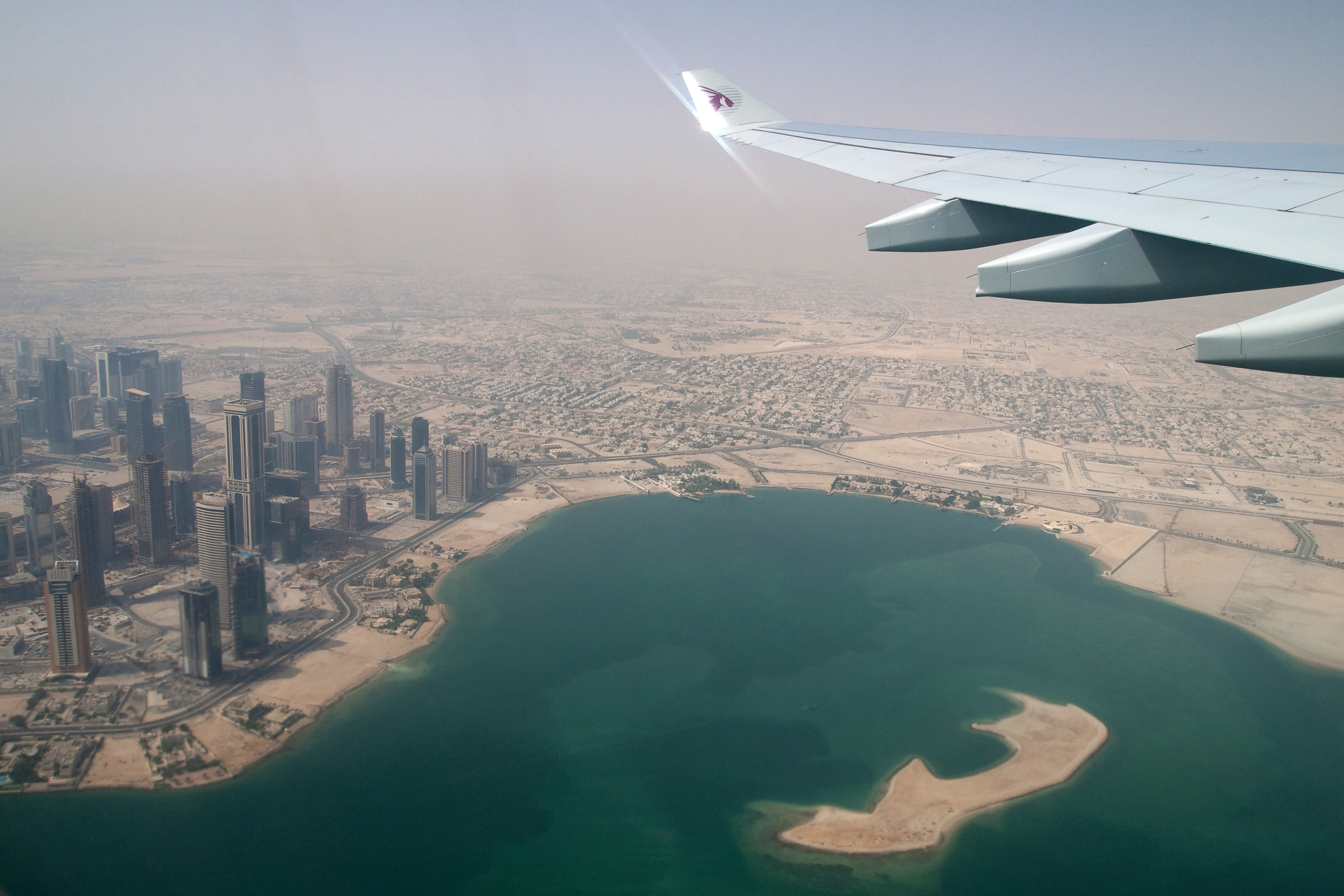
Доха
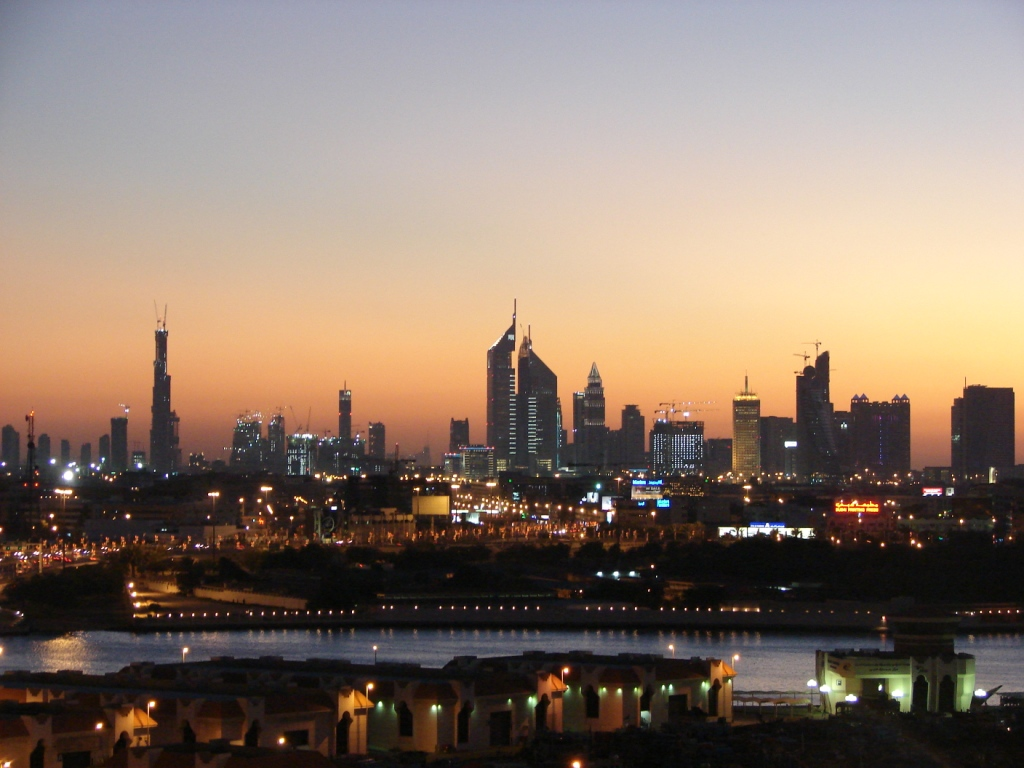
Захід сонця над містом Доха
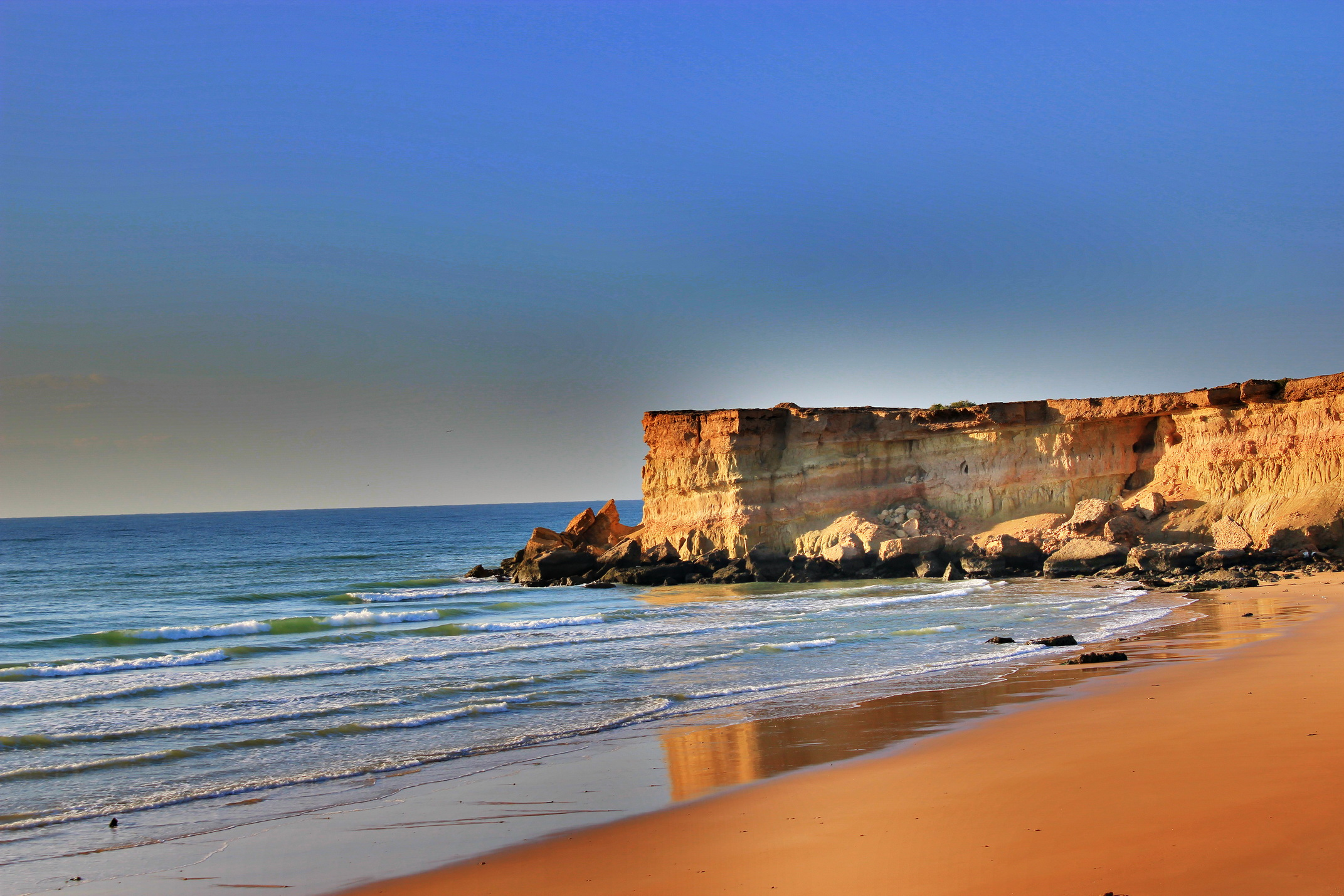
Острів Кешм
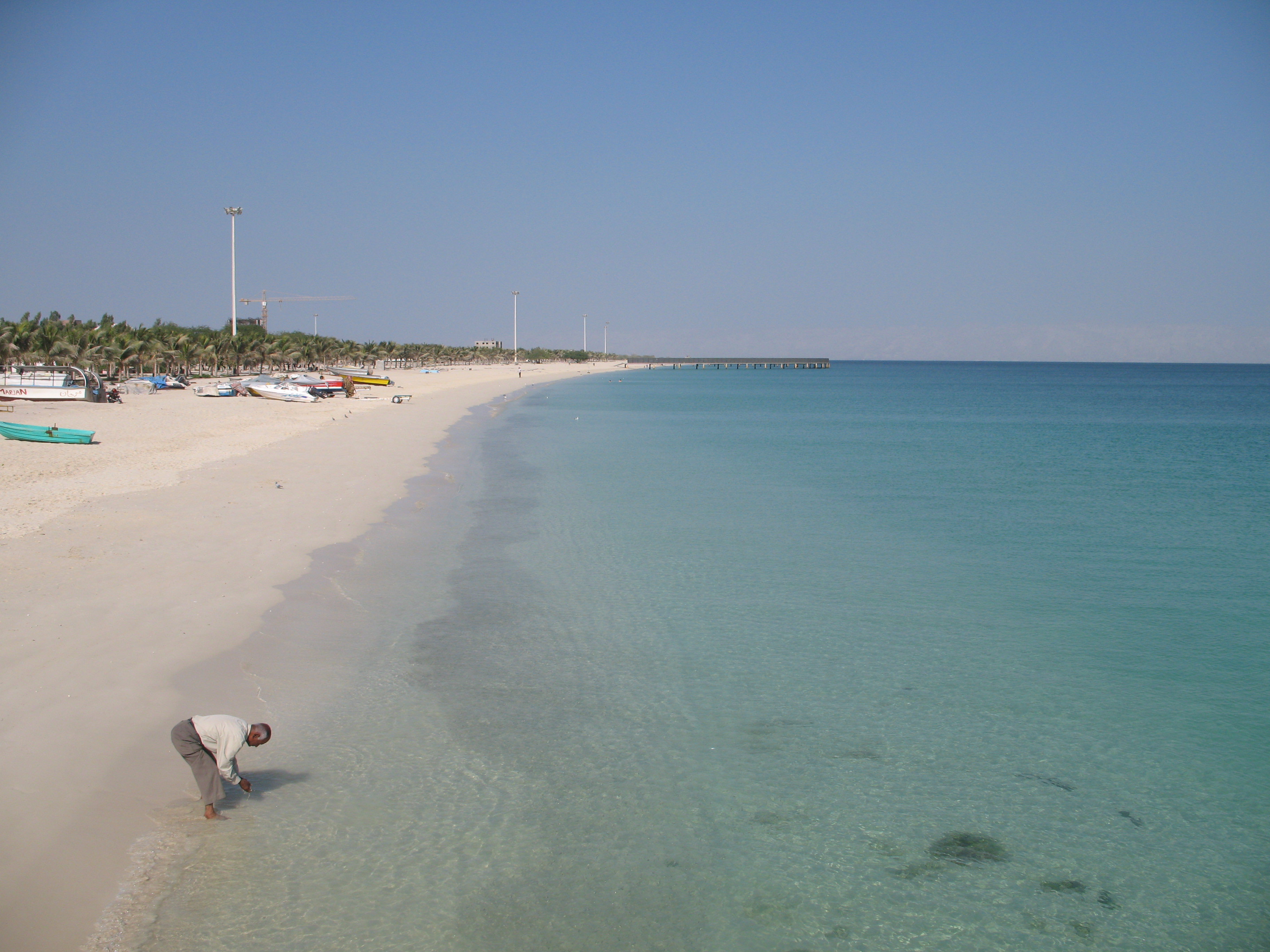
Пляж на острові Кіш
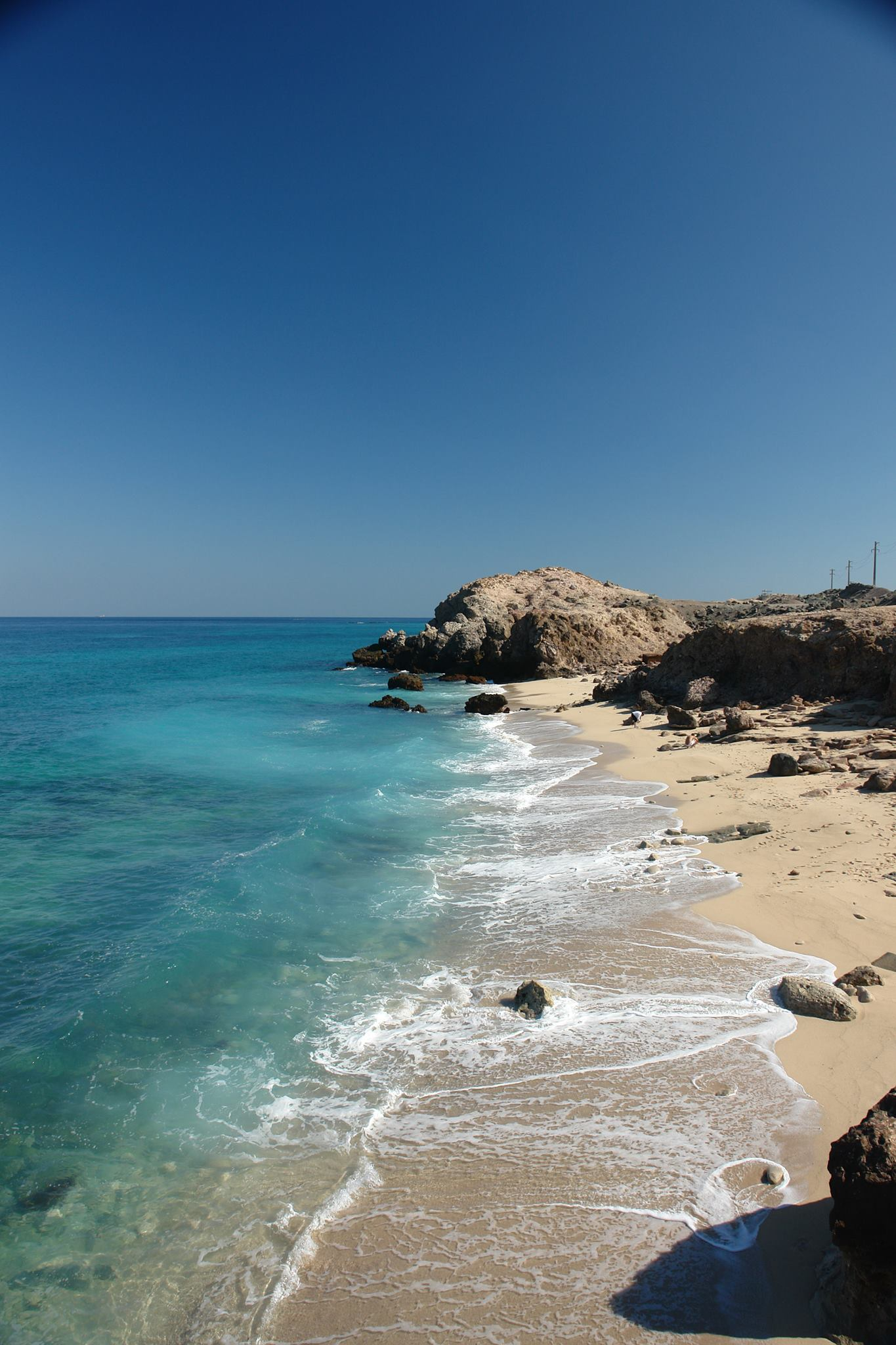
Острів Сіррі
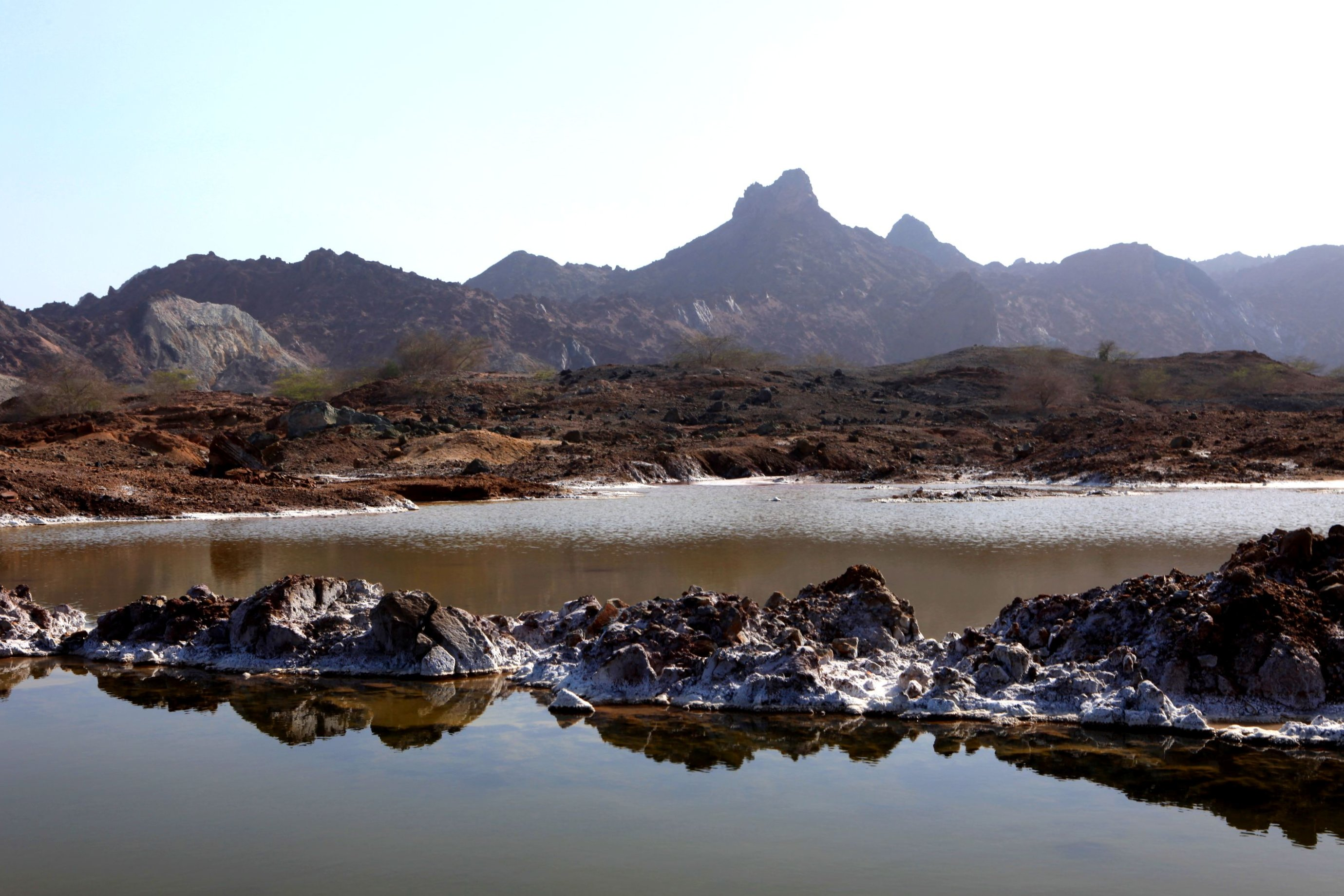
Острів Ормуз
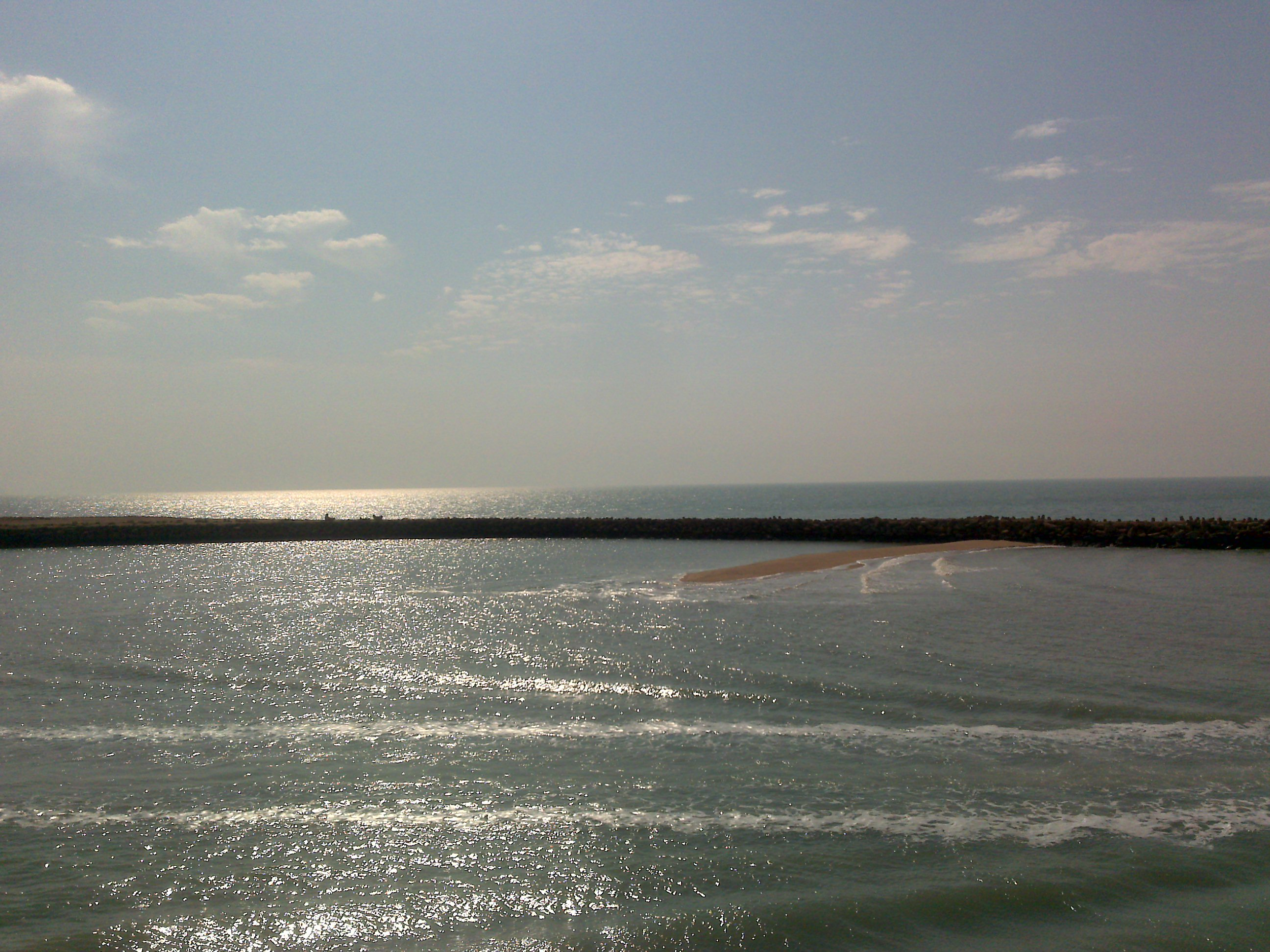
Острів Файлака